# Creative Zen
Creative Zen é uma gama de leitores de música digital produzida pela Creative Labs. Alguns modelos possuem uma zona sensível ao toque para navegar pelos menus similar à roda clicável do iPod, mas utilizando uma barra vertical em vez de um círculo. São capazes de reproduzir os formatos MP3, WMA, e WAV e são compostos por pequenos discos rígidos em vez de memória flash, com excepção dos modelos Zen V, Zen V Plus e Zen Neeon.
A Microsoft suporta os leitores Zen, oferecendo-lhes total compatibilidade com o Windows Media Player 10 e marcando-os com o certificado Microsoft PlaysForSure, que lhes confere compatibilidade com o formato de música da Microsoft, o WMA, e que serve de marcação para garantir que certos leitores são compatíveis com lojas de música que também possuam esse certificado. Os leitores Zen são também compatíveis com o Microsoft Outlook para planeamentos diários e para funções de calendário.
Esta gama de leitores de música digital armazena os ficheiros e os metadados numa base de dados interna, ao contrário do sistema de ficheiros utilizado pela maioria dos outros leitores.

## Hardware
Os dispositivos Zen usam um único processador de sinal digital como seu CPU com poucos circuitos periféricos. O CPU trata directamente da descodificação de todos os ficheiros MP3 e WMA sem quaisquer chips aceleradores especiais. Todos os modelos actuais são baseados no processador Texas Instruments TMS320 e algumas das suas variantes. As zonas sensíveis ao toque dos novos modelos são controladas por controladores Synaptics.

## Modelos
Actualmente, existem onze modelos principais Zen: o Zen Touch, Zen Micro, Zen MicroPhoto, Creative Zen, Zen Neeon, Zen Vision, Zen Vision:M, Zen V, Zen V Plus, Zen Sleek e Zen Sleek Photo. Existe também um leitor de vídeo portátil chamado Zen Portable Media Center.

### Zen  Touch

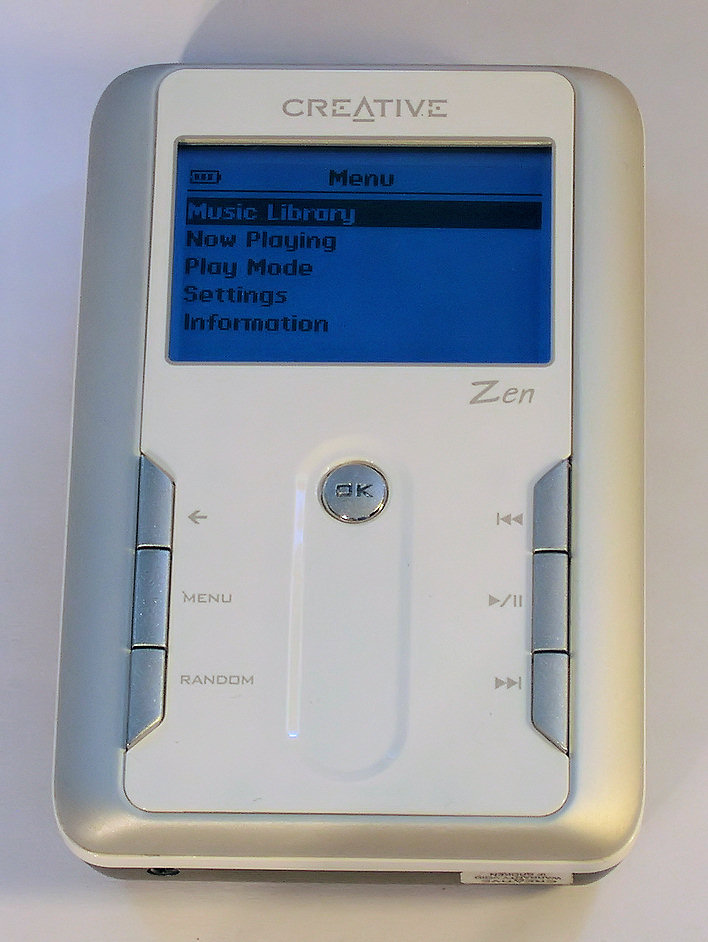
Creative ZEN Touch

O Creative Zen Touch foi lançado no verão de 2004. Marcou a quarta geração de leitores de MP3 Zen, e representou uma mudança significativa dos modelos Jukebox baseados em discos rígidos de 2,5 polegadas. Incorporou mudanças radicais no design, funcionalidade e tecnologia para competir com o iPod.
Este modelo tem um formato menor que o modelo iPod existente na altura do seu lançamento, um ecrã de retro-iluminação azul e um design industrial curvado. Para além disso, o aparelho usa uma barra vertical sensível ao toque e à pressão na parte da frente para uma navegação facilitada pelos menus e ficheiros. Estas mudanças foram possíveis graças ao uso de um disco rígido de 1,8 polegadas da Toshiba também usado no iPod. O Creative Zen Touch está disponível em versões de 20 GB e 40 GB de capacidade de armazenamento e de 60 GB por parte de actualizações de terceiros.
Ao contrário das duas gerações anteriores, o Zen Touch não tem uma bateria removível. No entanto, e segundo a Creative, a bateria proporciona até 24 horas de reprodução de música a 128 kbit/s.
Uma nova versão do firmware foi lançada depois de um ano, supostamente para resolver muitos problemas que afectavam o leitor. Uma outra actualização foi lançada a Outubro de 2005, versão essa que resolveu todos os grandes problemas que existiam no Zen e que lhe adicionou a compatibilidade Plays For Sure. Isto permitiu a sincronização totalmente automatizada e garantiu que o Zen nunca mais precisaria de drivers para trabalhar no sistema operativo Windows 2000 ou superior.

### Zen Micro

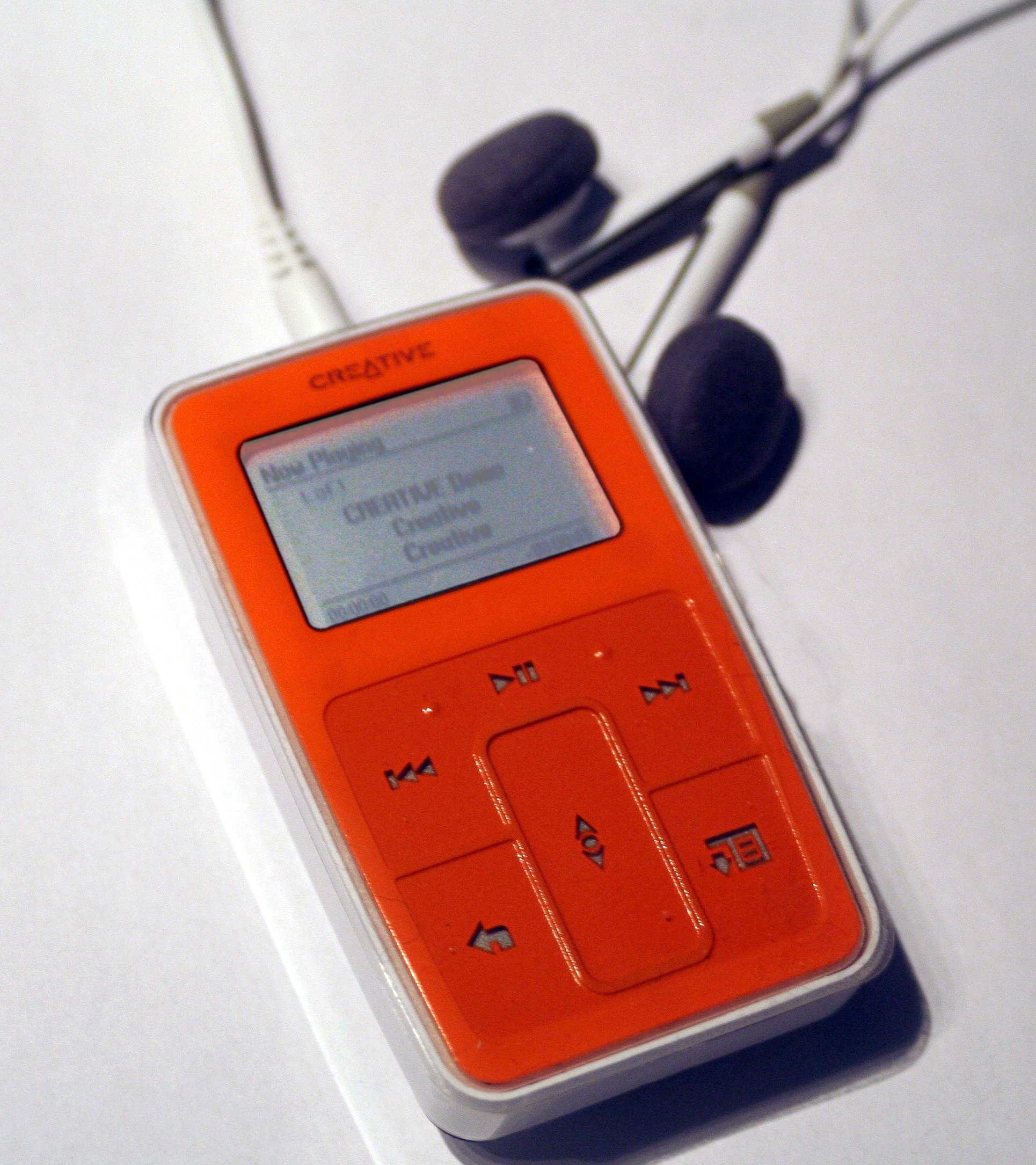
Zen Micro

O Creative Zen Micro foi lançado em Novembro de 2004 e consiste num leitor de música digital com um minúsculo disco rígido, disponível em 10 cores diferentes.
É muito menor que o Zen Touch e dispõe de uma interface semelhante para a navegação em menus e ficheiros. Tem uma bateria removível que suporta até 12 horas de reprodução contínua de música. Para além disso, o leitor tem um ecrã LCD retro-iluminado, botões e algumas zonas fluorescentes e oferece capacidades de armazenamento de 4GB, 5 GB e 6 GB. Dispõe também de Rádio FM com possibilidade de gravar transmissões, gravador de voz e microfone, pode actuar como disco rígido externo de um computador e pode sincronizar contactos, tarefas e calendários com o Microsoft Outlook.
Como acessórios, o Zen Micro pode ter auscultadores da mesma cor do aparelho, auscultadores sem fios e um controlo remoto.

### Zen MicroPhoto
O Zen MicroPhoto, também chamado de Zen Micro Photo, possui as mesmas funcionalidades do seu antecessor Zen Micro, excepto o suporte Audible.com e o facto de possuir um ecrã OLED de 262 144 cores para mostrar imagens. Uma das versões deste modelo tem 8 GB de capacidade de armazenamento e pode alojar milhares de JPEGs ou 4000 músicas, de acordo com a Creative. Ao contrário da bateria de 12 horas de autonomia do Zen Micro, este modelo possui uma de 15 horas de duração. Esta versão está disponível em diversas cores, mas a versão de 4 GB apenas está disponível em preto.
Introduzido no CES (Consumer Electronics Show) 2005, o Zen MicroPhoto ganhou o prémio de “Melhor do CES”. A data de lançamento prevista era a Primavera de 2005, mas acabou por ser lançado apenas no Verão do mesmo ano.

### Creative Zen
O leitor Creative Zen foi lançado em Maio de 2005. Tem uma estrutura de magnésio, 20 GB de armazenamento e uma bateria não removível.

### Zen Neeon

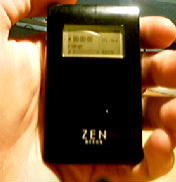
Zen Neoon

O Zen Neeon é uma nova adição à família Zen. Tem espaço de armazenamento de 5 GB e uma autonomia de 16 horas ou de 19 horas se já estiver instalada a nova versão do firmware. Possui um ecrã LCD retro-iluminado de 7 cores, Rádio FM e microfone. Não utiliza drivers específicos da Creative, sendo reconhecido como um dispositivo de armazenamento USB.
Em Novembro de 2005, a gama Zen Neeon foi actualizada com uma nova versão de 6 GB e com outras novas versões de memória flash de 512 MB, 1 GB e 2GB de capacidade de armazenamento.

### Zen Vision
O Zen Vision foi lançado em 2005 e desde que surgiu ganhou os mais variados prémios. Suporta reprodução de música (nos formatos WMA, WMA-DRM, MP3 e WAV), vídeo (nos formatos WMV, Motion JPEG, MPEG-1, MPEG-2, MPEG-4, DivX 4, DivX 5 e XviD) e visualização de imagens (no formato JPEG). Utiliza um disco rígido de 30 GB e pode ser usado como disco rígido externo para armazenar ficheiros do computador. Vem equipado com um microfone, Rádio FM, calendário e um Organizador.
O Rádio FM mostra a frequência e a força do sinal quando está a ser executado ou quando se encontra a gravar. É também possível sincronizar o leitor com o Microsoft Outlook para manter as informações do aparelho actualizadas.
O leitor tem também um ecrã LCD de 3,7 polegadas de 640 x 480 pixéis de resolução e uma porta de saída de vídeo em PAL ou NTSC. A flexibilidade do leitor é demonstrada pela inclusão de um leitor de cartões de memória CompactFlash que pode ser usado para transferir conteúdos para o aparelho. No entanto, apenas imagens e videos podem ser importados e visualizados. Um asaptador para outros cartões de memória está também disponível como acessório. O Zen Vision suporta também um controlo remoto por Infravermelhos.

### Zen Vision:M
O Zen Vision:M foi lançado antes do Natal, em Dezembro de 2005. Como o Zen Vision, mas mais limitado, o Zen Vision:M reproduz música nos formatos WMA, MP3 e WAV, vídeo nos formatos WMV-9, Motion JPEG, MPEG-1, MPEG-2, MPEG-4, DivX e XviD, visualiza imagens no formato JPEG, incorpora um Rádio FM com possibilidade de gravar transmissões e possui comandos de voz introduzidos pelo microfone. Saída de sinal de TV é também suportada numa resolução de 640 x 480, embora um cabo vendido à parte seja necessário para desfrutar desta funcionalidade. O leitor incorpora um ecrã LCD de 2,5 polegadas de 320 x 240 pixéis de resolução e 262 144 cores e tem uma autonomia de reprodução de músicas de 14 horas e de reprodução de vídeos de 4 horas. Durante a reprodução de músicas podem também ser mostradas imagens como a capa do álbum da música em questão ou outras imagens. Embora as capas dos álbuns não possam ser redimensionadas, na visualização de imagens é possível fazer-se zoom e rodar as imagens. É também possível utilizar o aparelho como um disco rígido externo.
O leitor está disponível em cinco cores: azul, verde, cor-de-rosa, branco e preto.
Devido à sua popularidade e às suas funcionalidades, o Zen Vision:M já ganhou um grande número de prémios, incluindo o “Melhor da Exposição” e o “Melhor da Categoria” do CES (Consumer Electronics Show) 2006.

### Zen V Plus
O Zen V é o novo leitor de música digital de memória flash da Creative, anunciado em Junho de 2006. Incorpora um ecrã OLED a cores de 128 x 128 pixéis de resolução e está disponível em preto e branco, com os botões a cor-de-laranja na versão de 1 GB e a verde para a versão de 2 GB. A versão de 4 GB só está disponível em preto com os botões a azul. O Zen V Plus tem Rádio FM e reproduz vídeo, mas o Zen V não. Ambos os modelos lêem os formatos MP3, WMA, IMA e ADPCM, para além de imagens e capas de álbuns em JPEG. Também possuem microfone para gravação de voz e uma entrada de line-in. A bateria fornecida confere-lhes autonomia de 15 horas de reprodução de músicas.
De acordo com a Creative, os leitores foram lançados em Julho e Agosto de 2006.

### Zen Sleek / Zen Sleek Photo

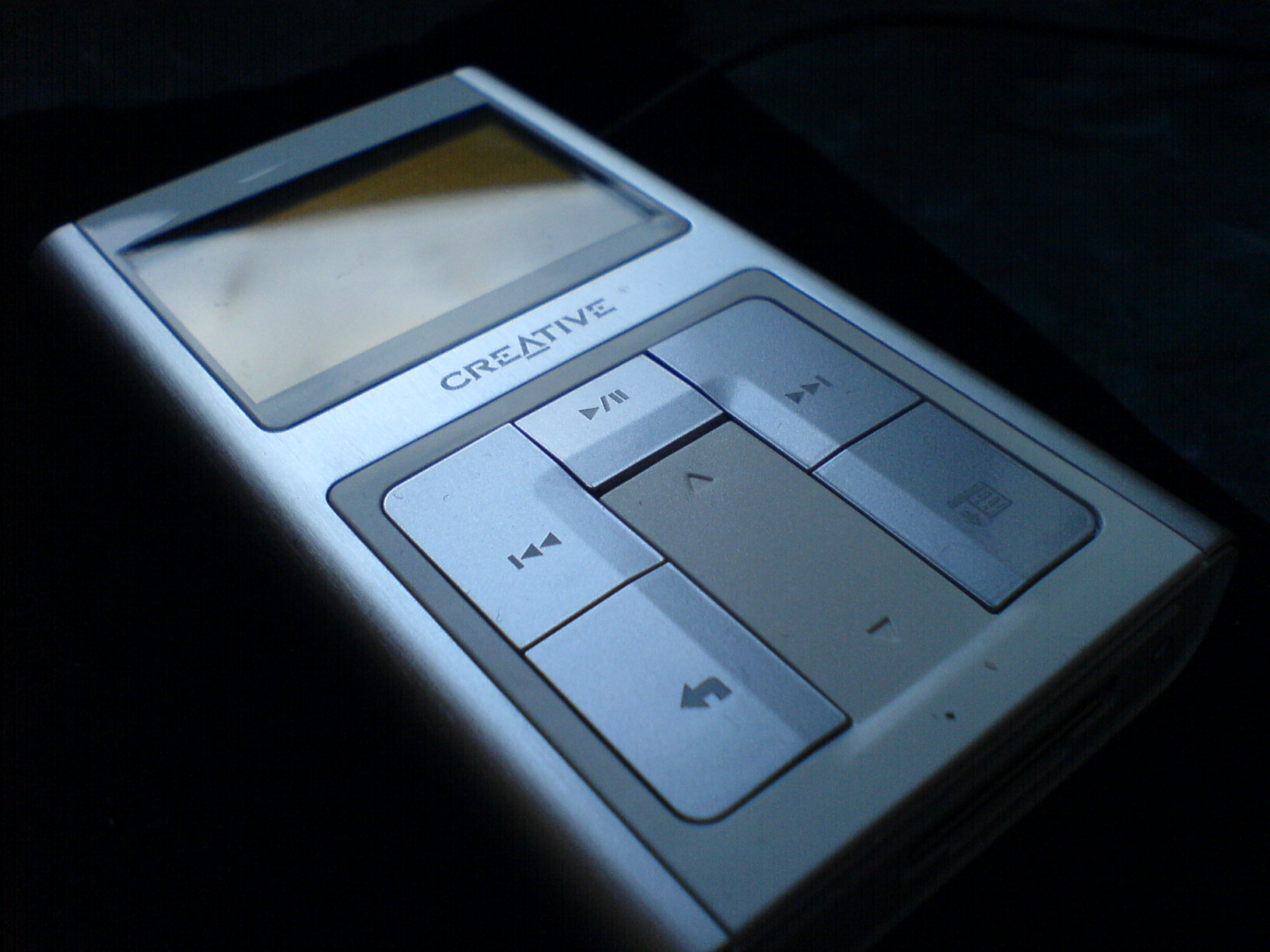
Creative Zen Sleek

O Zen Sleek é um descendente do Zen Touch com capacidade de armazenamento de 20 GB, Rádio FM e microfone para gravações. É menor que o Zen Touch e possui uma estrutura de alumínio. Pode ser sincronizado com o Microsoft Outlook para manter actualizado o calendário, os contactos e a lista de tarefas. Também tem um modo de disco rígido USB externo que pode ser usado para armazenar ficheiros do computador. Reproduz ficheiros MP3, WAV e WMA e fornece 20 horas de autonomia.
Utiliza a mesma barra sensível ao toque e à pressão do Zen Touch, mas o botão OK foi removido. Em vez de o usar, o utilizador apenas precisa de dar um pequeno toque na zona adequada para seleccionar o que pretende, da mesma maneira que faria com um rato de um laptop.
O Zen Sleek Photo está também disponível, beneficiando de um ecrã a cores.

### Zen Portable Media Center

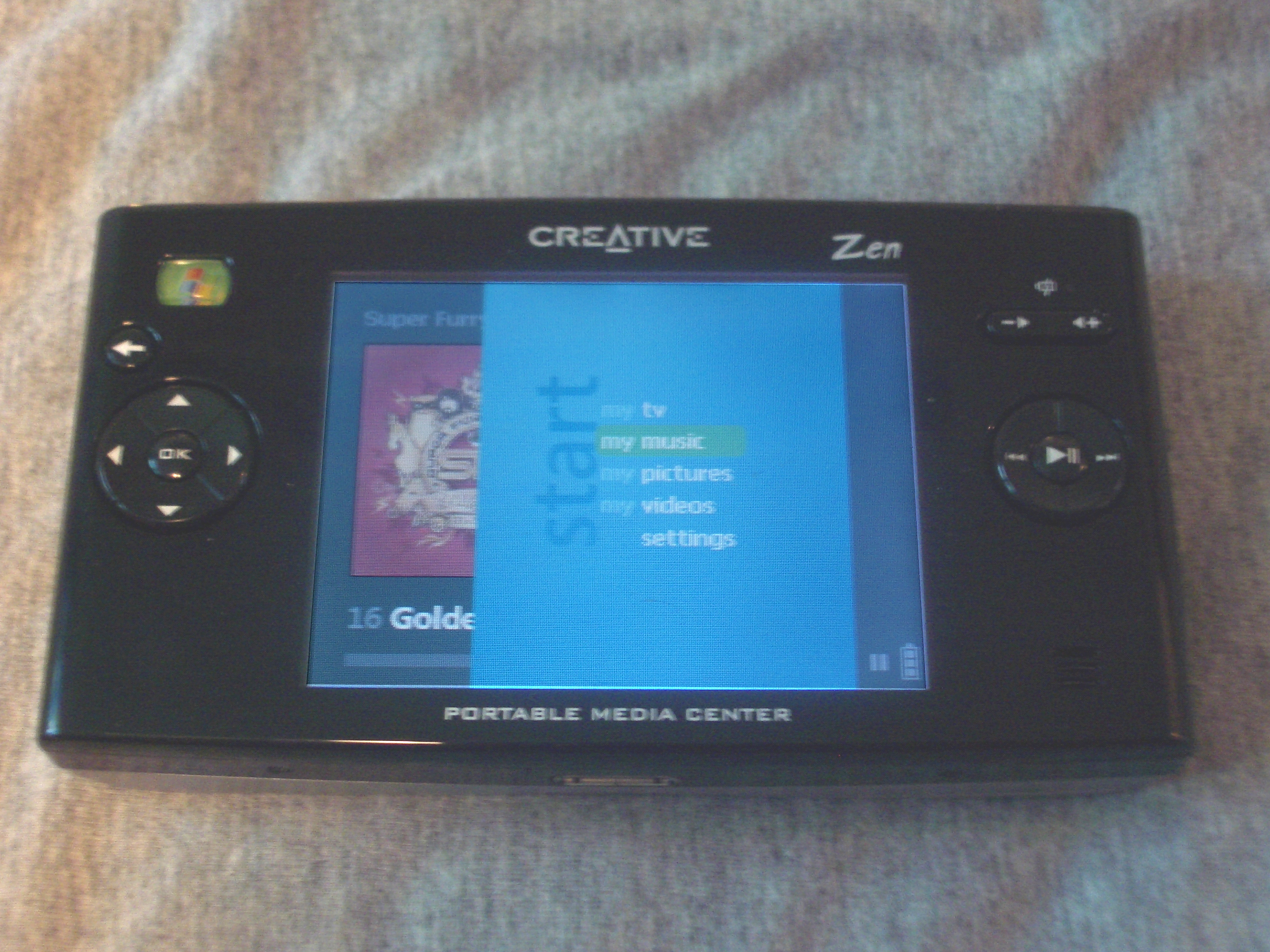
Zen Portable Media Center

O Zen Portable Media Center foi lançado em 2004 e lê o formato de vídeo da Microsoft (WMV – Windows Media Video), MP3, WMA e imagens em JPEG. Também suporta outros formatos de vídeo, desde que convertidos para WMV com o software fornecido. Utiliza um disco rígido de 1,8 polegadas da Toshiba e pode ser actualmente actualizado para um de 40 GB ou 80 GB.